# Back for Good
Back for Good è un brano della boy band britannica Take That  secondo singolo estratto dal terzo album del gruppo, Nobody Else, nel 1995. Il brano, una lenta ballata d'amore scritta da Gary Barlow, è diventato il sesto numero 1 in classifica del gruppo nel Regno Unito (dove ha venduto 300 000 copie solo nella prima settimana) ed il loro primo ed unico singolo nella top ten degli Stati Uniti. Inoltre il brano ha avuto un incredibile successo in Brasile grazie alla telenovela Por Amor, che la utilizzò come sigla negli anni 1997 e 1998.

## Tracce
Singolo 12" vinile promo Stati Uniti
1. Back for Good (Remix) – 4:02
2. Back for Good (Remix Instrumental) – 4:03
3. Back for Good (Urban Mix) – 4:00
4. Back for Good (Urban Instrumental) – 4:00
5. Back for Good (Album Version) – 4:00

Singolo CD 1 Regno Unito
1. Back for Good (Radio Mix) – 3:59
2. Sure (Live) – 3:16
3. Beatles Tribute (Live at Wembley Arena) – 11:40

Singolo CD 2 Regno Unito
1. Back for Good (Radio Mix) – 3:59
2. Pray – 3:43
3. Why Can't I Wake Up with You – 3:36
4. A Million Love Songs – 3:53

Singolo 7" vinile Regno Unito
1. Back for Good (Radio Edit) – 3:59
2. Sure (Live) – 3:16
3. Back for Good (TV Mix)

## Classifiche
| Classifica (1995)                | Posizione massima |
| -------------------------------- | ----------------- |
| Australia                        | 1                 |
| Austria                          | 3                 |
| Belgio (Fiandre)                 | 2                 |
| Belgio (Vallonia)                | 4                 |
| Canada                           | 1                 |
| Danimarca                        | 1                 |
| Europa                           | 1                 |
| Finlandia                        | 2                 |
| Francia                          | 7                 |
| Germania                         | 1                 |
| Irlanda                          | 1                 |
| Italia                           | 2                 |
| Norvegia                         | 1                 |
| Nuova Zelanda                    | 6                 |
| Paesi Bassi                      | 2                 |
| Regno Unito                      | 1                 |
| Spagna                           | 1                 |
| Stati Uniti                      | 7                 |
| Stati Uniti (adult contemporary) | 2                 |
| Stati Uniti (pop)                | 9                 |
| Svezia                           | 2                 |
| Svizzera                         | 2                 |